# Мегалитическое лицо в Борцоне

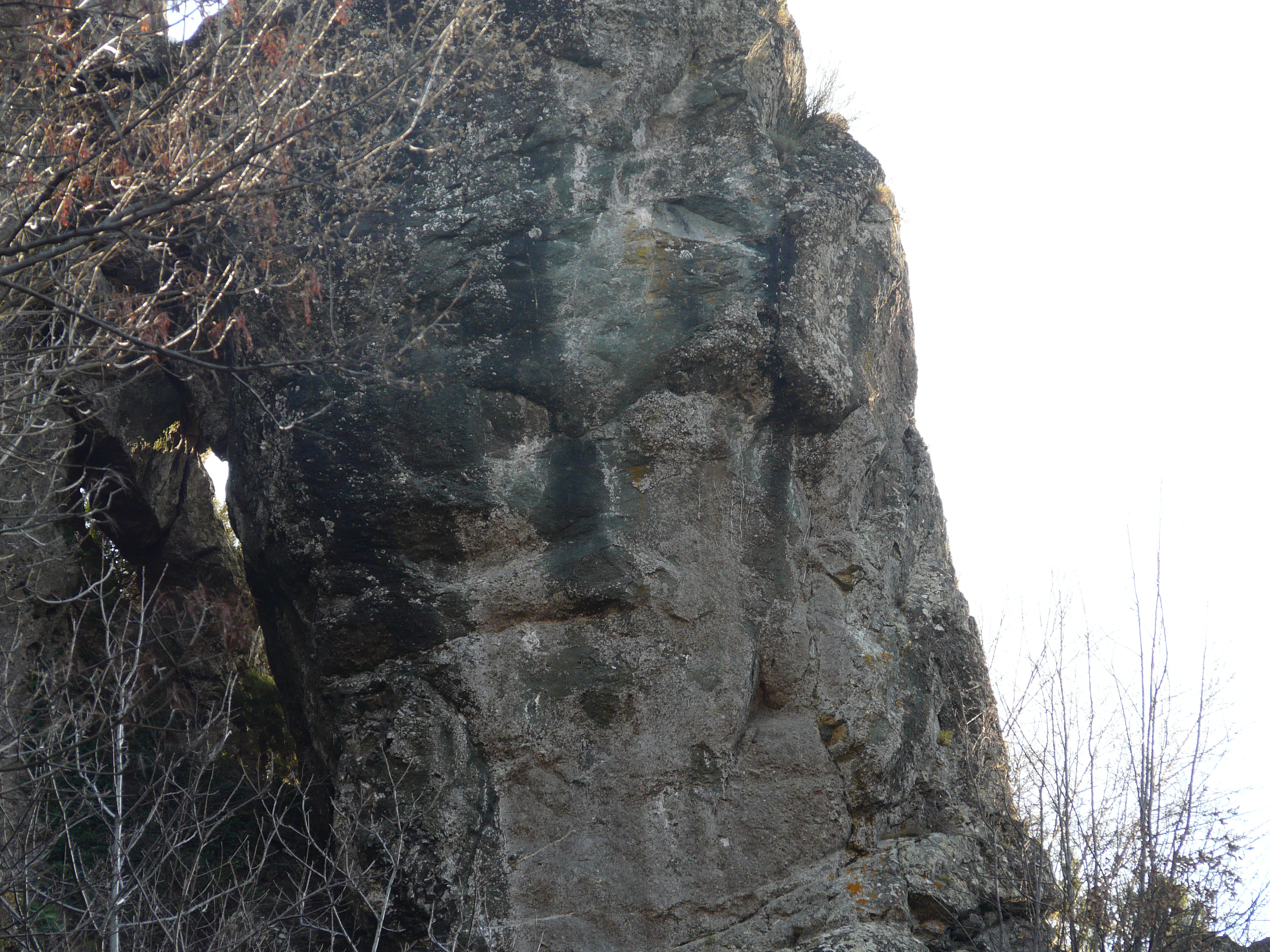
Мегалитическое лицо в Борцоне

Мегалитическое лицо из Борцоне — гигантский петроглиф, представляющий собой вырубленные в скале лицо со слабо намеченным головным убором и шею. Обнаружен в коммуне Борцонаска, провинция Генуя (Италия).

## Описание
Изображение было обнаружено в 1965 году во фрационе (микрорайон, группа домов) Борцоне во время строительства автодороги. Вырубленное в скале лицо было обнаружено только после того, как был сведён покрывающий его лес. Лицо обращено к противоположной стороне долины, по которой протекает приток реки Стурлы и проходит старинный трансапеннинский тракт, соединявший порты Средиземноморской Ривьеры с долиной реки По. Это изображение считается крупнейшим наскальным изображением Европы, поскольку оно составляет 7 метров в высоту и 4 в ширину (приводятся только размеры лица, с шеей и головным убором высота изображения больше).
Существуют разные гипотезы по поводу происхождения памятника. Согласно одним, лицо было вырублено во время верхнего палеолита, в период около 20—12 тыс. до н. э. (эпиграветтская культура). Эту гипотезу, в частности, поддерживает директор Музея происхождения человека в Генуе Пьетро Гайетто.
Согласно другой гипотезе, лицо вырубили монахи-бенедиктинцы из близлежащего аббатства Сант-Андреа согласно обету, который они приняли на себя при обращении в христианство жителей долины. По местным преданиям, какое-то время после этого они приходили поклоняться скульптуре раз в год. Местными жителями лицо воспринималось как образ Христа.
Тот факт, что колокольня бенедиктинского монастыря выстроена на фундаменте римской сторожевой башни, позволил выдвинуть также теорию, согласно которой на скале изображён римский или варварский воин или бог войны; в последнем случае, возможно, изображение было сделано в поздней Античности, чтобы защищать долину от вторжений.